# Anna Maria av Ostfriesland
Anna Maria av Ostfriesland, född 23 juni 1601, död 4 september 1634. Dotter till Enno III av Ostfriesland och Anna av Holstein-Gottorp. Gift med hertig Adolf Fredrik I av Mecklenburg (1588-1658).
Barn:
1. Kristian Ludvig I av Mecklenburg-Schwerin (1623-1692)
2. Anna Maria Dorotea av Mecklenburg-Schwerin (1627-1669)